# Коммунальная улица (Тамбов)
Коммуна́льная у́лица — улица в центре города Тамбова.
Первоначальное название — Пензенская, так как от неё шла дорога на Пензу. В 1828 году после постройки мужской гимназии стала называться Гимназическая. Переименована в Коммунальную в апреле 1918 года.
Часть улицы от улицы Карла Маркса до Пролетарской улицы является пешеходной.
На Коммунальной улице находится Памятник тамбовской казначейше.

## Адреса
- д. 6 — Администрация г. Тамбова
- д. 8 — Тамбовский областной суд
- д. 21а — Торговый центр «XXI век», Дом быта «Русь»
- д. 25 — ОАО Тамбовский НИИ радиотехники «ЭФИР»
- д. 51 — Завод «Ревтруд»